# 软件引擎
软件引擎（software engine）是一个复杂软件系统的核心组成部分。它还被称作“软件核心”（software core）和“软件核心引擎”（software core engine），或只是“核心引擎”（core engine）。
“引擎”一词是对汽车发动机的比喻。对于什么应该被称为引擎并没有正式的准则，但是这个术语在软件行业中已经根深蒂固了。值得注意的例子是数据库引擎、图形引擎、物理引擎、搜索引擎、绘图引擎和游戏引擎。此外，一个网页浏览器实际上有两个被称为引擎的组件：浏览器引擎和JavaScript引擎。